# Kaufland

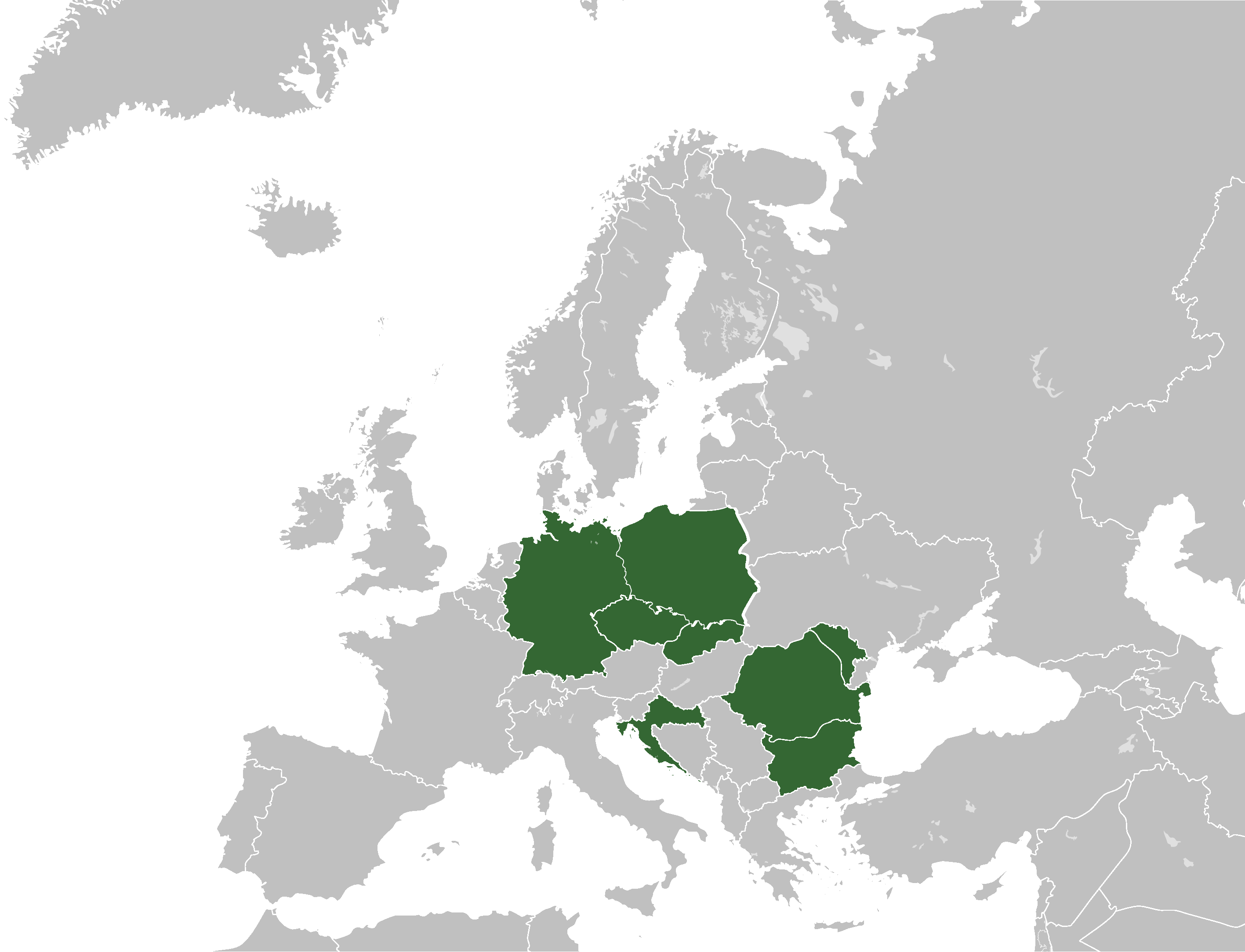
Țările în care își desfășoară Kaufland activitatea

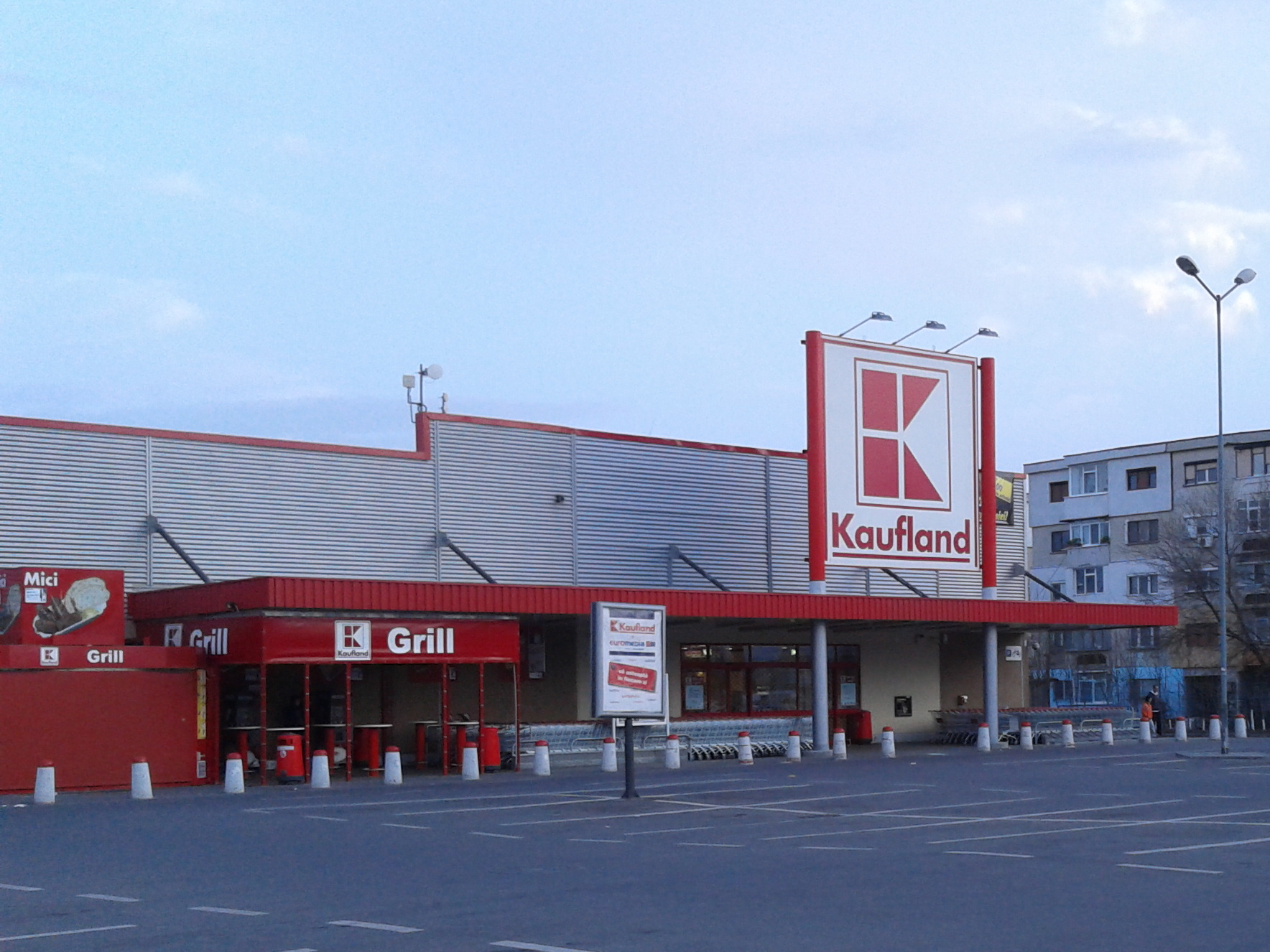
Supermarketul Kaufland din Galați

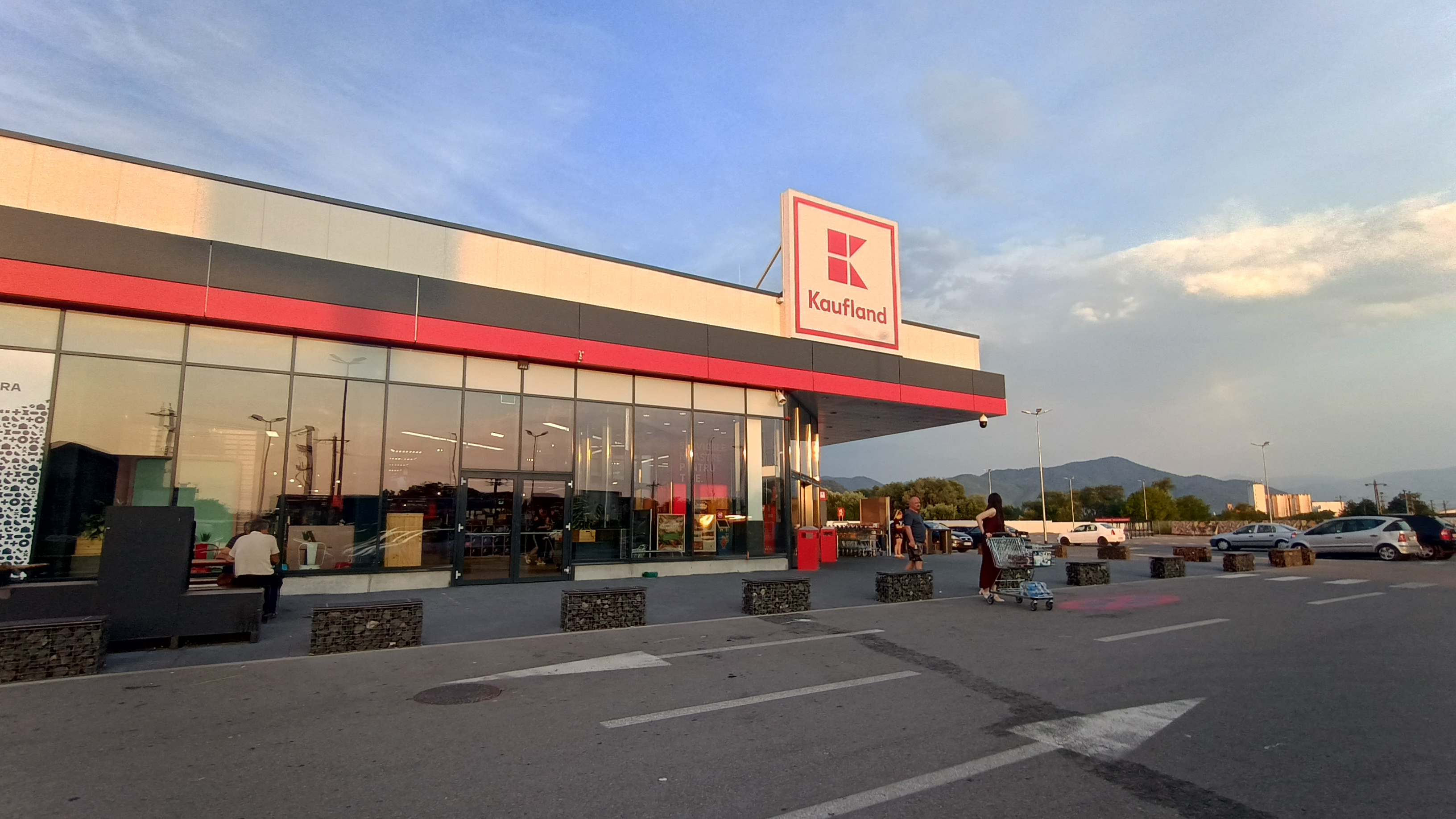
Magazinul Kaufland din Hațeg

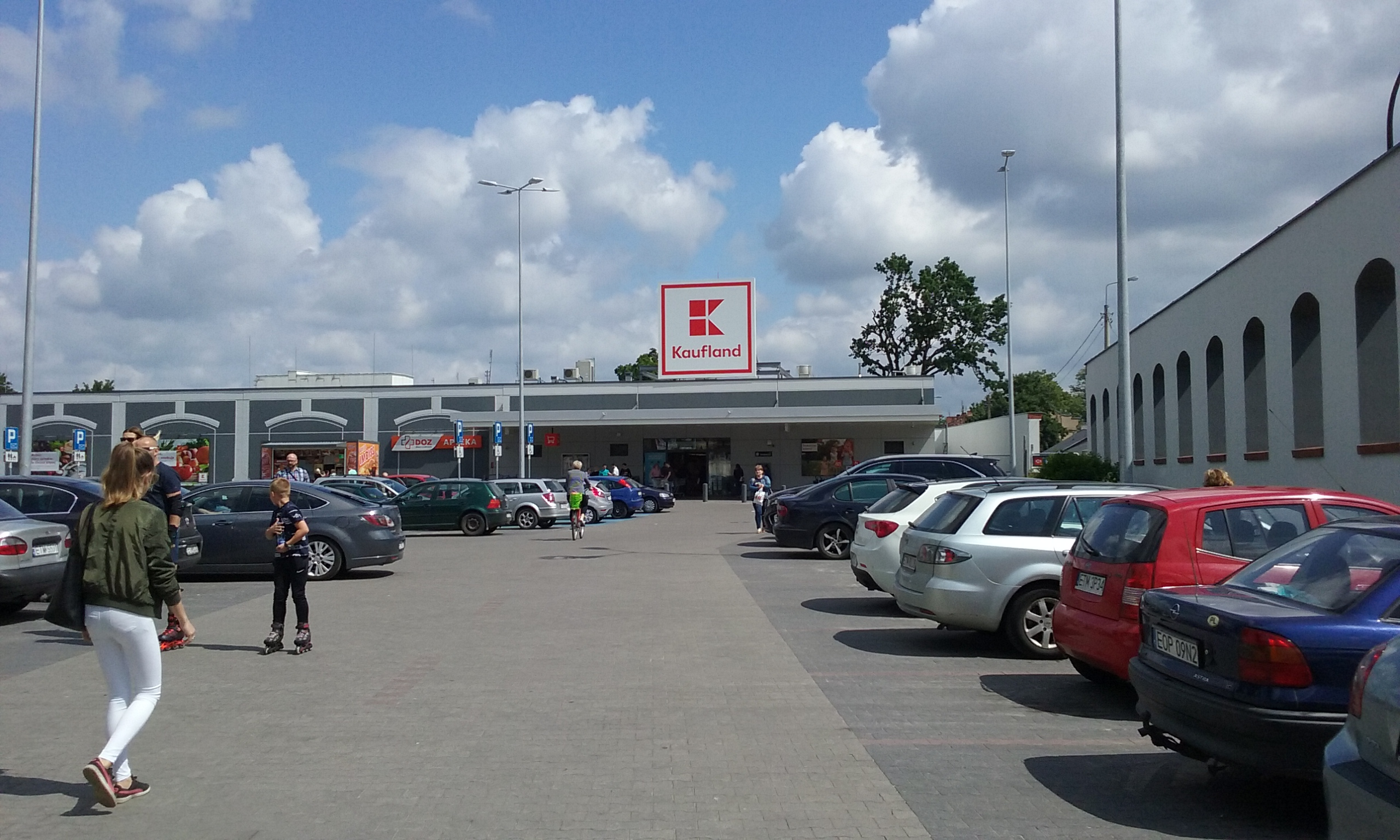
Supermarketul Kaufland din Tomaszów Mazowiecki, centrul Poloniei

Kaufland ([ˈkaʊ̯flant]) este un lanț de hipermarketuri din Germania, parte a grupului Schwarz, care deține și retailerul de discount Lidl. A deschis primul său magazin în 1984 în Neckarsulm și s-a extins rapid devenind lider în ceea ce a fost anterior Germania de Vest. 
În anul 2014, grupul Schwarz a devenit cel mai mare grup de retail din Europa, cu afaceri de aproape 80 miliarde euro.
În prezent, Kaufland deține peste 1200 de magazine, dintre care mai mult de 650 sunt situate în Germania. Kaufland operează și în alte țări din Europa Centrală și de Est: Cehia, Polonia, Croația, Slovacia, România, Republica Moldova și Bulgaria.

## Istoric
În anul 1930 Joseph Schwarz a intrat în compania Südfrüchte Großhandlung Lidl & Co. la Heilbronn în calitate de acționar majoritar, la scurt timp compania a fost redenumită în Lidl & Schwarz KG. În anii următori scopul principal al companiei a fost de a-și extinde gama de produse alimentare de tip en gros.
După Al Doilea Război Mondial, compania a fost reînființată: în 1954 a intrat în lanțul A & O. Cu Handels-und Fruchthof Heilbronn GmbH și a deschis primul depozit în nordul orașului Württemberg. În anul 1964, compania și-a extins gama de produse din carne. În 1968, primul magazin de tip discount a fost deschis în Backnang, iar în anul 1977 în același loc a fost înființat un hipermarket cu același nume. După moartea lui Joseph Schwarz în 1977, fiul său Dieter Schwarz a preluat conducerea companiei. În 1984 a fost deschis primul hypermarket Kaufland în Neckarsulm, orașul fiind sediul social al companiei din anul 1972.
După reunificarea Germaniei, lanțul Kaufland s-a extins în fosta Germanie de Est. Primul magazin Kaufland est-german a fost deschis în Meißen în anul 1990, primul magazin Kaufmarkt SB Warenhaus a fost deschis în 1994 la Zwickau. Primul magazin din exteriorul Germaniei a fost deschis în 1998 în Ostrava, Cehia. În anii următori, compania a înființat filiale în Slovacia (2000), Croația (2001), Polonia (2001), România (2005) și Bulgaria (2006).
În anii 2006 și 2007, în Germania au urmat alte deschideri de magazine. În februarie 2007, compania avea 73 000 de angajați în Germania.
În ianuarie 2010, compania Karl Lupus GmbH & Co. KG a vândut cele 12 magazine ale familiei Handels-Betriebe GmbH & Co KG Rhein-Neckar și Food & Carry-Markt Lupus Food cu un total de 1.400 de angajați către Kaufland.
Kaufland a dorit să se extindă cu filiale în Australia. În luna ianuarie 2020 Kaufland a renunțat la extinderea în Australia.

## Operațiuni
| Țara              | Numărul de magazine |
| ----------------- | ------------------- |
| Germania          | 700+                |
| Polonia           | 238                 |
| România           | 186                 |
| Cehia             | 140                 |
| Slovacia          | 75                  |
| Bulgaria          | 63                  |
| Croația           | 45                  |
| Republica Moldova | 9                   |

## Kaufland în România
Kaufland este prezent în România din anul 2005, și avut în anul 2011 afaceri de 1,3 miliarde euro la nivel local, fiind cel mai mare lanț de hipermarketuri, urmat de Carrefour și Metro, după valoarea vânzărilor.
Strategia companiei este diferită de cea a competitorilor săi direcți: Kaufland este primul lanț de hipermarketuri care a intrat în orașele mici din România, cu 25.000-40.000 de locuitori, în condițiile în care competitorii săi Carrefour, Real, Auchan și Cora ocolesc localitățile cu mai puțin de 100.000 de oameni.
Numărul mediu de angajați ai unui hipermarket Kaufland este de 150.
În februarie 2008, Kaufland România avea circa 5.650 de angajați, la sediul central, în cele 31 de magazine, precum și la sediul logistic situat în Parcul Industrial Ploiești.
În anul 2014, compania ajunsese a treia în topul angajatorilor privați din România, după Petrom și Dacia, cu un total de 13.500 de salariați.
Cifra de afaceri:
| Anul          | 2017              | 2013  | 2012  | 2011  | 2010  | 2009 | 2008 | 2007 | 2006 | 2005 |
| ------------- | ----------------- | ----- | ----- | ----- | ----- | ---- | ---- | ---- | ---- | ---- |
| milioane euro | 2.2 miliarde euro | 1.630 | 1.450 | 1.350 | 1.112 | 872  | 778  | 642  | 232  | 15,6 |

Număr de magazine:
| Anul     | 2017 | 2013 | 2012 | 2011 | 2010 | 2009 | 2008 | 2007 |
| -------- | ---- | ---- | ---- | ---- | ---- | ---- | ---- | ---- |
| magazine | 117  | 89   | 81   | 71   | 58   | 45   | 38   | 28   |

Număr de angajați:
| Anul     | 2017   | 2013   | 2012   | 2011  | 2010  | 2009  | 2008  | 2007  |
| -------- | ------ | ------ | ------ | ----- | ----- | ----- | ----- | ----- |
| angajați | 15.000 | 13.500 | 11.334 | 7.600 | 9.993 | 8.300 | 6.950 | 5.600 |

## Kaufland în Moldova
La 26 septembrie 2019, primele două magazine moldovenești au fost deschise în capitala Chișinău. Cel de-al treilea magazin moldovenesc deschis în 2020 în nordul țării la Bălți.
În prezent există un număr de 8 magazine: 4 în Chișinău, 1 în Bălți, 1 în Ungheni, 1 în Comrat și 1 în Orhei.